# Encephalartos aemulans
Encephalartos aemulans es una especie de Cycadopsida del género Encephalartos, de la familia Zamiaceae, del orden Cycadales.

## Distribución
Encephalartos aemulans se distribuye por Sudáfrica (KwaZulu-Natal).

## Taxonomía
Fue descrita científicamente por Vorster. Fue publicado por primera vez en Vorster. In: S. African J. Bot. 56(2): 239-243 en 1990.